# Leśniowice (gemeente)
De gemeente Leśniowice is een landgemeente in het Poolse woiwodschap Lublin, in powiat Chełmski.
De zetel van de gemeente is in Leśniowice.
Op 30 juni 2004 telde de gemeente 4034 inwoners.

## Oppervlakte gegevens
In 2002 bedroeg de totale oppervlakte van gemeente Leśniowice 117,85 km², waarvan:
- agrarisch gebied: 80%
- bossen: 13%

De gemeente beslaat 6,62% van de totale oppervlakte van de powiat.

## Demografie
Stand op 30 juni 2004:
| Omschrijving                   | Totaal | Totaal | Vrouwen | Vrouwen | Mannen | Mannen |
| ------------------------------ | ------ | ------ | ------- | ------- | ------ | ------ |
| eenheid                        | aantal | %      | aantal  | %       | aantal | %      |
| inwoners                       | 4034   | 100    | 2061    | 51,1    | 1973   | 48,9   |
| bevolkingsdichtheid (inw./km²) | 34,2   | 34,2   | 17,5    | 17,5    | 16,7   | 16,7   |

In 2002 bedroeg het gemiddelde inkomen per inwoner 1322,64 zł.

## Administratieve plaatsen (sołectwo)
Alojzów, Horodysko, Janówka, Kasiłan, Kumów Majoracki, Kumów Plebański, Leśniowice, Leśniowice-Kolonia, Majdan Leśniowski, Nowy Folwark, Plisków, Poniatówka, Rakołupy, Rakołupy Duże, Sarniak, Sielec, Teresin, Wierzbica, Wygnańce.
Zonder de status sołectwo : Dębina, Plisków-Kolonia, Politówka, Rakołupy Małe.

## Aangrenzende gemeenten
Chełm, Kamień, Kraśniczyn, Siennica Różana, Wojsławice, Żmudź